# 潭頂
潭頂，是臺灣臺南市新市區與山上區交界地帶的一個傳統地域名稱，位於新市區東南部及山上區西南部。相較於今日行政區，其範圍大致包括新市區的潭頂里不含東北部凸出部分及北部邊界地帶、永就里東端，以及山上區的豐德里、新莊里南部邊界地帶。
本地區境內主要聚落為潭頂、隙仔口。

## 歷史
台灣日治初期，潭頂地區為一街庄，稱為「潭頂庄」（舊制街庄），隸屬於外新化南里。該庄昔日北與大社庄、山仔頂庄為鄰，東半葉的東邊及南邊與石仔崎庄為鄰，東、西兩半葉所夾為𦰡拔林庄，西半葉南邊為大目降街，西邊為番仔藔庄、港仔墘庄。
1901年（日治明治三十四年）11月11日，全台廢縣廳改設二十廳，該庄隸屬於臺南廳。1904年（明治三十七年）3月31日，該庄編入「大目降區」，隸屬於臺南廳。1909年（明治四十二年）10月25日，全台合併二十廳為十二廳，大目降區仍隸屬於臺南廳。1920年（大正九年）10月1日，全台地方制度大改正，廢十二廳改設五州二廳，該庄改制為「潭頂」大字，隸屬於臺南州新化郡山上庄（新制街庄）。
戰後山上庄改制為山上鄉，隸屬於臺南縣，大字亦改制為村。1946年（民國35年）7月1日，大社、潭頂西部改隸屬於新市鄉，本地區因而分屬兩鄉。1950年（民國39年）10月25日，雲、嘉、南分治，新市鄉、山上鄉仍隸屬於臺南縣。2010年（民國99年）12月25日，臺南縣、市合併為直轄臺南市，新市鄉、山上鄉改制為新市區、山上區，村亦改制為里。

## 聚落
本地區發展較早的聚落為潭頂、隙仔口，在日治初期的官方地圖上已有記載。

## 交通
國道3號又稱「福爾摩沙高速公路」，是貫穿臺灣西部的兩條縱向高速公路之一，經過本地區西半葉的中部，並在境內南側國道8號交會處設有新化系統交流道。最近的一般交流道為北側市道178號交會處的善化交流道，南側則距離甚遠，多由省道台20線經國道8號的新化端、國道8號、新化系統交流道銜接國道3號。由此等可快速前往國道3號沿線各地。
國道8號又稱「台南支線」，是一條東西向快速/高速公路，經過本地區西半葉南部，並在國道3號交會處設有新化系統交流道，且該道路的終點在本地區西半葉東側邊界外不遠處的省道台20線交會口，即為新化端交流道。由此可快速前往國道8號沿線各地，或銜接國道3號、國道1號。
省道台20線是臺南至德高的幹道，其中部分路段稱為「南橫公路」（目前並未全線通車），經過本地區東半葉的東南部。由該道路西行可前往新化區、永康區、北區、中西區等地；東行可前往左鎮區、玉井區、南化區、高雄市甲仙區等地。
區道南138線是新市至潭頂的道路，其東側端點（終點）位於本地區西半葉潭頂聚落的區道南177線轉角路口。
區道南175線是山上至虎頭山的道路，經過本地區西半葉的潭頂聚落東南側。
區道南177線是大社至𦰡拔林的道路，經過本地區西半葉的潭頂聚落。